# AutoCAD DWG
AutoCAD DWG è un formato per i file di tipo CAD, sviluppato da Autodesk come database di definizione del disegno per AutoCAD ed altri propri programmi basati sulla medesima piattaforma. L'abbreviazione DWG, oltre ad essere l'estensione di tali file, sta per drawing, ovvero "disegno".

## Storia
Il DWG fu introdotto originariamente nel dicembre 1982 insieme ad AutoCAD 1.0, unitariamente al formato per la esportazione verso altri sistemi CAD ovvero il DXF. Per il formato DWG Autodesk non ha mai rilasciato specifiche, forse proprio per la natura di "proprio strumento" contrapposta alla proposizione dello standard DXF.

## DWG come standard di fatto
Il DWG è un file binario suddiviso in svariate sezioni e con una codifica alquanto complessa dei dati. Probabilmente per tale motivo gli sviluppatori mettono a disposizione dei componenti atti alla modifica di questo tipo di file, e si ritiene deprecabile la scrittura o modifica ad accesso diretto al file.
Il DWG non è uno standard in senso stretto. Nonostante sia largamente diffuso e la maggior parte delle case di programmazione che sviluppano sistemi CAD dichiarino ad oggi la compatibilità con tale formato, la proprietà esclusiva e la conseguente variabilità dello stesso al variare dei prodotti messi in commercio lo rendono uno strumento poco adatto allo scambio di dati tra CAD diversi. Tale considerazione trova conferma nella presenza di formati standard le cui specifiche sono pubbliche e la cui esistenza ed unico scopo è proprio quello di adempiere a tale funzione.
Nelle ultime release dei prodotti basati su AutoCAD, è stata rafforzata la funzionalità di verifica della congruenza del file DWG che ora permette di conoscere se il file è stato correttamente editato, tramite i suddetto apposito componente, o meno.

## Compatibilità delle ultime versioni
A seguito vi è la lista delle release del DWG con relative versioni di AutoCAD che utilizzano tali formati file.
AutoCAD LT, essendo di fatto una versione ridotta di AutoCAD, segue le medesime regole di compatibilità.
| Versione   | Internal Version | Versioni di AutoCAD                                                                              |
| ---------- | ---------------- | ------------------------------------------------------------------------------------------------ |
| DWG R1.0   | MC0.0            | AutoCAD Release 1.0                                                                              |
| DWG R1.2   | AC1.2            | AutoCAD Release 1.2                                                                              |
| DWG R1.40  | AC1.40           | AutoCAD Release 1.40                                                                             |
| DWG R2.05  | AC1.50           | AutoCAD Release 2.05                                                                             |
| DWG R2.10  | AC2.10           | AutoCAD Release 2.10                                                                             |
| DWG R2.21  | AC2.21           | AutoCAD Release 2.21                                                                             |
| DWG R2.22  | AC1001, AC2.22   | AutoCAD Release 2.22                                                                             |
| DWG R2.50  | AC1002           | AutoCAD Release 2.50                                                                             |
| DWG R2.60  | AC1003           | AutoCAD Release 2.60                                                                             |
| DWG R9     | AC1004           | AutoCAD Release 9                                                                                |
| DWG R10    | AC1006           | AutoCAD Release 10                                                                               |
| DWG R11/12 | AC1009           | AutoCAD Release 11, AutoCAD Release 12                                                           |
| DWG R13    | AC1012           | AutoCAD Release 13                                                                               |
| DWG R14    | AC1014           | AutoCAD Release 14                                                                               |
| DWG 2000   | AC1015           | AutoCAD 2000, AutoCAD 2000i, AutoCAD 2002                                                        |
| DWG 2004   | AC1018           | AutoCAD 2004, AutoCAD 2005, AutoCAD 2006                                                         |
| DWG 2007   | AC1021           | AutoCAD 2007, AutoCAD 2008, AutoCAD 2009                                                         |
| DWG 2010   | AC1024           | AutoCAD 2010, AutoCAD 2011, AutoCAD 2012                                                         |
| DWG 2013   | AC1027           | AutoCAD 2013, AutoCAD 2014, AutoCAD 2015, AutoCAD 2016, AutoCAD 2017                             |
| DWG 2018   | AC1032           | AutoCAD 2018, AutoCAD 2019, AutoCAD 2020, AutoCAD 2021, AutoCAD 2022, AutoCAD 2023, AutoCAD 2024 |

Visto che la Autodesk non ha pianificato in anticipo ogni revisione del formato DWG, le versioni successive di AutoCAD sono compatibili con i DWG più vecchi, al contrario le versioni di AutoCAD più vecchie non sono compatibili con i DWG più recenti.

## Prodotti verticali
AutoCAD non è l'unico prodotto Autodesk ad usufruire dei formati DWG. Sono stati sviluppati, dalla medesima casa di programmazione, svariati programmi verticali ad altrettanti segmenti di mercato per offrire dei sistemi CAD sempre più vicini alle esigenze specifiche dei vari settori di progettazione. Alcuni Esempi:
| Software                                        | Segmento di mercato |
| AutoCAD Mechanical Desktop                      | Meccanica           |
| AutoCAD Architecture (ex Architectural Desktop) | Architettura        |
| AutoCAD MAP 3D                                  | G.I.S.              |
| Raster Design (ex Overlay)                      | Cartografia         |
| Autocad Inventor                                | Progettazione 3D    |

Nota Bene: Tali software gestiscono dei particolari tipi di oggetti atti alla definizione di specifiche entità proprie dei settori di riferimento. Nonostante la struttura base del DWG sia identica, tra il normale DWG di AutoCAD e questi software, i suddetti "oggetti avanzati" non seguono la logica di compatibilità fra versioni indicata nella precedente sezione, rendendo di fatto molto più problematica la retro compatibilità dei software verticali. In particolare la compatibilità tra il formato di disegno nativo di Inventor e Autocad risulta critico, in quanto solo alcune release di Autocad permettono di aprire il formato DWG nativo di Inventor, e comunque rimangono problemi riguardanti  in particolare la conversione dei font e delle quotature.